# 이베리아의 나나
나나(조지아어: ნანა)는 4세기 미리안 3세의 후처로 이베리아 왕국의 왕후였다. 조지아인들을 기독교로 개종한 역할로 인해 조지아 정교회에서 성인으로 여겨고 있으며 사도 대등자 성 나나 왕비(Georgian: წმინდა მოციქულთასწორი დედოფალი ნანა, romanized: ts'minda motsikultasts'ori dedopali nana)로 시성되었다.
조지아 연대기들에 따르면, 나나는 미리안이 전처의 죽음(키릴 토마노프에 따르면 292년) 후 결혼한 "폰도스 출신으로 그리스인 영역에서 온, 올리고토스의 딸"이었다. 나나는 미리안에게 두 아들들을 낳아주었는데, 레프 2세, 바라즈바쿠르였고, 구가르크의 첫 미흐란 왕조 임금인 페로즈와 결혼한 딸도 두었다. 이 폰도스는 로마 제국의 종속국이었던 보스포로스 왕국을 가리킬 수도 있다. 토마노프는 나나의 아버지의 이름이 "올림피오스"나 "올림포스"의 조지아식 변형일 수도 있다고 추정했다. 그의 아들은 테오도시아의 로마 총독 아우렐리우스 발레리누스 소구스 올림피아누스인데, 306년 유대인 "기도원" 건립을 기념하여 "가장 높은 신"에게 헌정된 그리스 비문으로 인해 알려져 있다. 그 대신에 크리스티안 세티파니는 나나를 보스포로스의 임금인 테오토르세스의 딸로 확인한다.
중세 조지아 자료는 나나가 충실한 이교도였으며 기적적으로 끔찍한 질병에서 완치되어 카파도키아 기독교 선교사 니노에 의해 개종하기 전까지 기독교 설교를 경멸했다고 한다. 로마인 학자 티란니우스 루피누스는 이베리아 개종 이후 반세기가 지난 뒤 이베리아인 바쿠리우스의 구전 기록을 바탕으로 역사서를 쓰면서, 전쟁포로인 기독교도 여성에게 치유받은 이베리아인의 이름 모를 왕비를 언급했다. 니노의 선교를 통해서, 미리안 왕도 337년경에 개종했고 기독교는 이베리아의 공식 종교가 되었다. 나나는 남편보다 2년 더 오래 살다 죽었으며, 투마노프의 연대기에 따르면 363년에 사망했다. 나나는 조지아 교회에 의해 시성되었다. 나나와 미리안은 전통적으로 므츠헤타의 삼타브로 수녀원에 묻혔다고 여겨지며, 그들의 무덤은 여전히 자리잡아 있다.